# 烏魯普河
烏魯普河是俄羅斯的河流，屬於庫班河的左支流，由卡拉恰伊-切爾克斯共和國和克拉斯诺达尔边疆区負責管轄，河道全長231公里，流域面積3,220平方公里，發源自大高加索山脈，河水主要來自雨水，每年十二月至翌年二月結冰。